# Đèo Chiềng Pấc
Đèo Chiềng Pấc là đèo trên quốc lộ 6 ở vùng đất xã Bon Phặng huyện Thuận Châu tỉnh Sơn La, Việt Nam .

## Vị trí
Trước đây đèo được đặt tên theo xã Chiềng Pấc. Sau này do các thay đổi hành chính đèo trở thành ở giữa xã Bon Phặng.
Đèo tuy ngắn nhưng khá dốc, có thành vách núi cao, vực sâu, quanh co với nhiều khúc cua hẹp. Về mùa đông và mùa xuân dày đặc sương mù, còn mùa mưa thường xuất hiện sạt lở, đường trơn trượt. Vì thế đèo tiềm ẩn tai nạn giao thông .